# Projekt 159
Projekt 159 (v kódu NATO třída Petya) byla třída protiponorkových fregat sovětského námořnictva z doby studené války. Fregaty byly exportovány sovětským spojencům či je po rozpadu SSSR získaly nástupnické státy – deset získala Indie, pět Vietnam, dvě Sýrie, dvě Etiopie, dále jednu Ázerbájdžán a dvě Ukrajina. Část fregat je stále v aktivní službě.

## Stavba

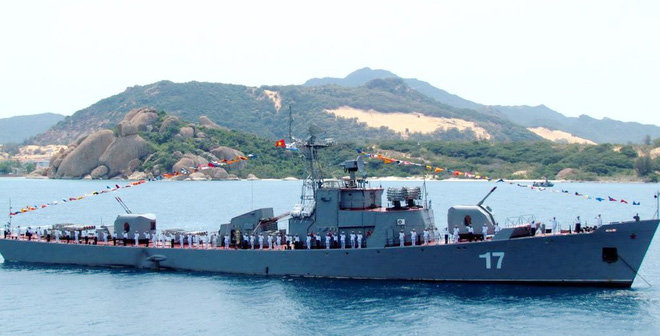
Vietnamská fregata HQ-17

V letech 1961–1977 bylo pro sovětské námořnictvo postaveno celkem 37 jednotek této třídy, přičemž dalších 17 bylo vyrobeno na export. V Kaliningradu bylo postaveno 22 jednotek a v Chabarovsku dalších 32.

## Konstrukce

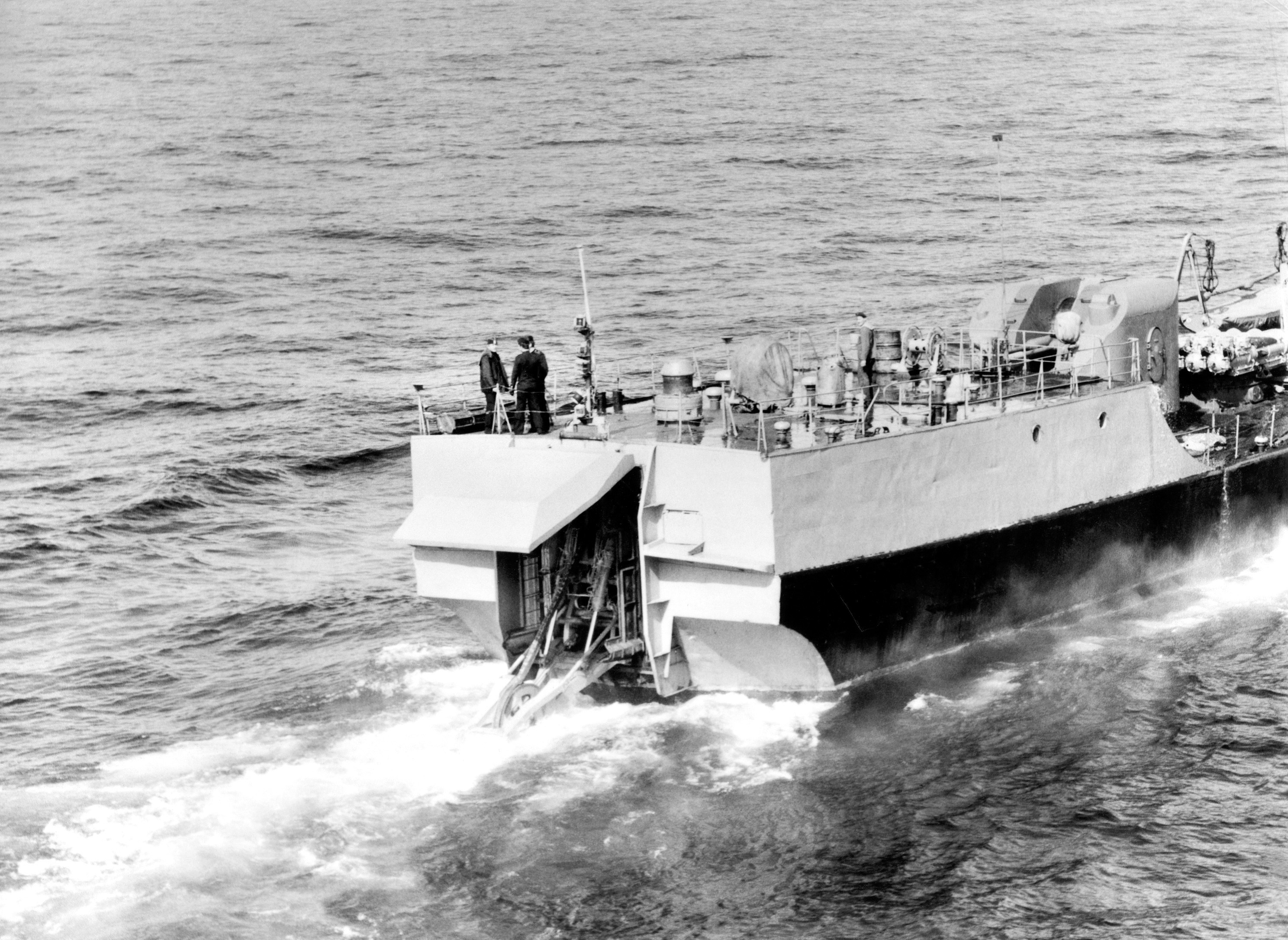
Záď sovětské fregaty projektu 159 se spuštěným sonarem s měnitelnou hloubkou ponoru

Stavěny byly dvě základní verze Projekt 159 (v kódu NATO Petya I) a Projekt 159A (Petya II), lišící se složením protiponorkové výzbroje. Výzbroj projektu 159 tvořily dvě dvojhlavňové věže se 76mm kanóny AK-726, jeden pětihlavňový 406mm torpédomet PTA-40 pro torpéda SET-40 a čtyři raketové vrhače hlubinných pum RBU-2500. Verze projekt 159A měla dva raketové vrhače novějšího typu RBU-6000 a naopak nesla dvojnásobný počet torpédometů. Za účelem dalšího zlepšení vyhledávání ponorek, devět z projektu 159 byly upraveny na projekt 159M a jeden z projektu 159A byl upraven na projekt 159AV. Exportní verze třídy byla označena Projekt 159AE (Petya III).
Pohonný systém tvořily dvě plynové turbíny a pomocný dieselový motor. Nejvyšší rychlost dosahovala 32 uzlů. Dosah je 2 000 námořních mil při 14 rychlosti uzlů. Vytrvalost je 10 dnů.

### Modernizace
Vietnamské fregaty HQ-09 a HQ-17 byly modernizovány v letech 2020–2023 ve státní loděnici Song Thu v Danangu. Jejich vzhled změnila přepracovaná hlavní nástavba.